# Charax caudimaculatus
Charax caudimaculatus är en fiskart som beskrevs av Lucena, 1987. Charax caudimaculatus ingår i släktet Charax och familjen Characidae. Inga underarter finns listade i Catalogue of Life.